# Asterochernes vittatus
Asterochernes vittatus är en spindeldjursart som beskrevs av Beier 1955. Asterochernes vittatus ingår i släktet Asterochernes och familjen blindklokrypare. Inga underarter finns listade.